# Сент-Маргерит-д’Эль
Сент-Маргери́т-д’Эль (фр. Sainte-Marguerite-d’Elle) — коммуна во Франции, находится в регионе Нижняя Нормандия. Департамент коммуны — Кальвадос. Входит в состав кантона Изиньи-сюр-Мер. Округ коммуны — Байё.
Код INSEE коммуны — 14614.

## Население
Население коммуны на 2010 год составляло 757 человек.
| 1962 | 1968 | 1975 | 1982 | 1990 | 1999 | 2010 |
| ---- | ---- | ---- | ---- | ---- | ---- | ---- |
| 969  | 890  | 831  | 760  | 758  | 743  | 757  |

## Экономика
В 2010 году среди 478 человек трудоспособного возраста (15—64 лет) 344 были экономически активными, 134 — неактивными (показатель активности — 72,0 %, в 1999 году было 66,0 %). Из 344 активных жителей работали 306 человек (166 мужчин и 140 женщин), безработных было 38 (19 мужчин и 19 женщин). Среди 134 неактивных 36 человек были учениками или студентами, 57 — пенсионерами, 41 были неактивными по другим причинам.